# Ceroplastes subrotundus
Ceroplastes subrotundus är en insektsart som beskrevs av Leonardi 1911. Ceroplastes subrotundus ingår i släktet Ceroplastes och familjen skålsköldlöss. Inga underarter finns listade i Catalogue of Life.